# Galesville
Galesville è un comune degli Stati Uniti, situato in Wisconsin, nella Contea di Trempealeau.
Nel 1911 dette i natali al regista Nicholas Ray.